# Kim Yoon-ji
Kim Yoon-ji (en hangul, 김윤지), nacida como Christine Kim, es una cantante y actriz surcoreana. Actúa con el nombre artístico NS Yoon-G (NS윤지), y debutó en 2009 con el sencillo digital Head Hurts para el sello JTM Entertainment. Las iniciales NS de su nombre inicialmente significaban «New Spirit», pero luego se cambiaron a «New Star». Kim usó su nombre coreano como parte de su nombre artístico porque encontraba que «Christine» era demasiado difícil de pronunciar para los coreanos.

## Vida personal
Kim nació en Seúl, Corea del Sur, el 6 de septiembre de 1988 y se mudó al Valle de San Fernando en California cuando estaba en cuarto curso. Ingresó en la UCLA, con especialización en Danza y Comunicación, pero se retiró después de un año para seguir su carrera en la industria del espectáculo en Corea del Sur. 
Un primo de Kim es Kang Ji-young, miembro de Kara; también tiene un hermano menor.
Kim comenzó a salir con el músico Chancellor en marzo de 2015, mientras trabajaban juntos en música. Se habían conocido dos años antes de comenzar su relación. La pareja se separó debido a las dificultades de compatibilizar sus compromisos de trabajo; la relación terminó en agosto de 2017.
En septiembre de 2021 Kim se casó con Choi Woo-sung, un amigo de la infancia, su primer novio y empresario. Es hijo del comediante Lee Sang-hae, el mejor amigo de su difunto padre, el cantante Kim Young-im. Volvieron a encontrarse, ya adultos, después de haberse separado amistosamente cuando eran adolescentes, porque asumieron que sus padres habrían podido oponerse entonces a su relación. El 23 de abril de 2024 la agencia de Kim, Sublime, anunció que estaba embarazada después de tres años de matrimonio.El 2 de julio la actriz publicó fotografías en sus redes sociales a una semana de la fecha prevista para el parto.

## Carrera
Después de unirse inicialmente a DSP Media como aprendiz, debutó con JTM Entertainment con el sencillo Head Hurts.
Hacia 2009 grabó la versión en inglés de You Make Me Happy para la serie anime Fresh Pretty Cure!
El 1 de noviembre de 2012 Kim lanzó un sencillo digital, If You Love Me, con Jay Park, y lanzó un vídeo musical oficial y otro vídeo con escenas del rodaje. Kim interpretó su sencillo en programas musicales coreanos como Music Bank de KBS, M! Countdown, Music Core de MBC e Inkigayo de SBS, junto a Jay Park, quien ocasionalmente fue reemplazado por Simon, del grupo Dalmatian.
También en noviembre de 2012 Kim se convirtió en presentadora de K-pop Tasty Road con Eli Kim de U-KISS, espectáculo que combinaba la Ola Coreana y la comida en un solo programa.
En enero de 2013 Kim actuó en la ciudad de Ho Chi Minh junto a Adam Lambert y Aurea.
El 23 de noviembre de 2018 se anunció que NS Yoon-G cambiaba su nombre artístico a Kim Yoon-ji, y que planeaba emprender una carrera como actriz.
En 2021 Kim anunció que relanzaría su sencillo de 2012 If You Love Me con Joohoney, reemplazando la colaboración original de Jay Park en la canción.El 3 de diciembre del mismo año se informó de que Kim había firmado un contrato de representación con la agencia Sublime Artist, la cual luego confirmó el hecho.También en 2021 Kim y su esposo Choi Woo-sung se unieron al programa de variedades Same Bed, Different Dreams 2 para los episodios 220 a 238, y también aparecieron en el episodio 258.
Kim participó en la película cómica de atracos Lift: un robo de primera clase, de Netflix, protagonizada por el comediante estadounidense Kevin Hart. Su lanzamiento original estaba previsto para agosto de 2023, pero se retrasó hasta el 12 de enero de 2024.

## Discografía

### Extended plays
| Título     | Detalles del álbum                                                                                             | Clasificación | Ventas         |
| Título     | Detalles del álbum                                                                                             | COR           | Ventas         |
| ---------- | --- | ------------- | -------------- |
| Neo Spirit | - Publicado: 5 de enero de 2012 - Sello: JTM Entertainment, Sony Music Corea - Formato: CD, descarga digital   | 15            | - Corea: 3700+ |
| Skinship   | - Publicado: 18 de julio de 2012 - Sello: JTM Entertainment, Sony Music Corea - Formato: CD, descarga digital  | 6             | - Corea: 1493  |
| The Way 2  | - Publicado: 1 de abril de 2014 - Sello: JTM Entertainment, LOEN Entertainment - Formato: CD, descarga digital | 7             | - Corea: 6871  |

### Discos
| Título           | Detalles del álbum                                                                                              | Clasificación |
| Título           | Detalles del álbum                                                                                              | COR           |
| ---------------- | --- | ------------- |

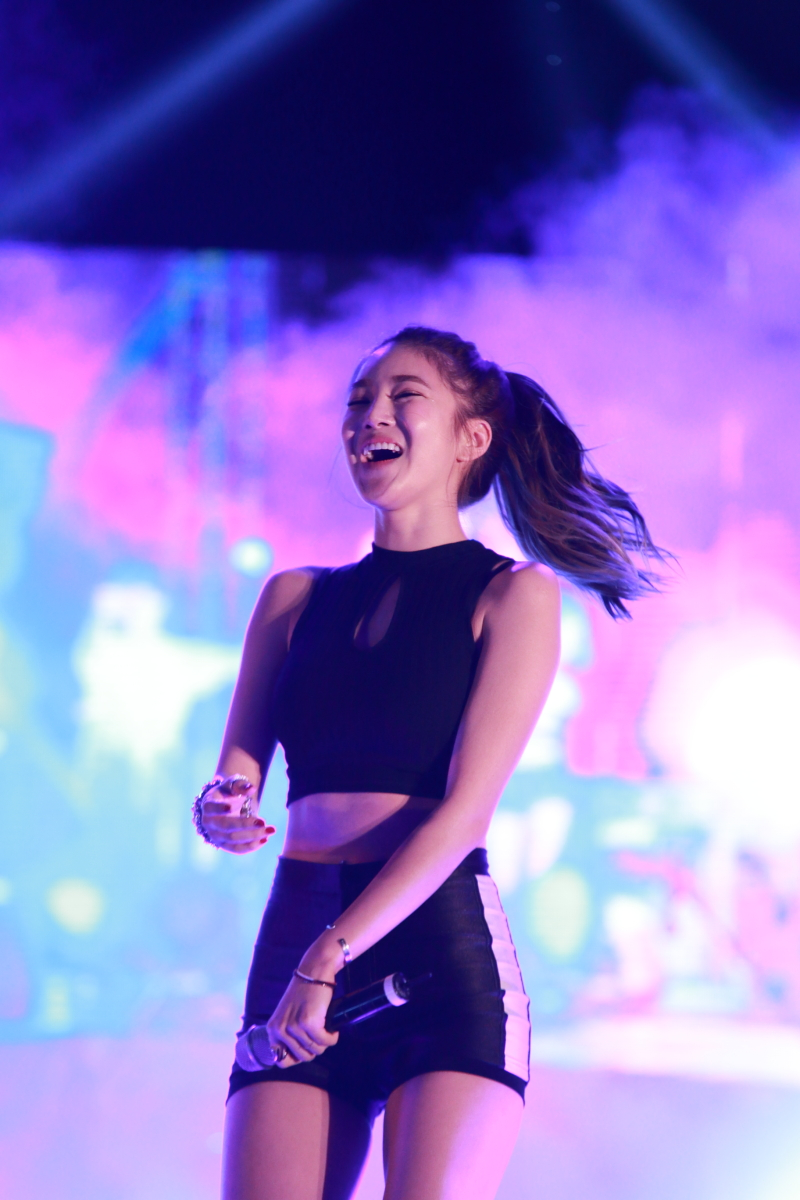
Kim Yoon-ji en 2017

| Ambitious        | - Publicado: 14 de mayo de 2010 - Sello: JTM Entertainment, Sony Music Corea - Formato: CD, descarga digital    | 31            |
| Time To Fly High | - Publicado: 21 de octubre de 2010 - Sello: JTM Entertainment, Sony Music Corea - Formato: CD, descarga digital | 85            |
| Sincerely,       | - Publicado: 20 de marzo de 2015 - Sello: JTM Entertainment, LOEN Entertainment - Formato: CD, descarga digital | 7             |

### Sencillos

#### Como artista principal
| Título                                                                          | Año  | Clasificación | Clasificación | Álbum                 |
| Título                                                                          | Año  | COR Gaon      | COR Billboard | Álbum                 |
| ------------------------------------------------------------------------------- | ---- | ------------- | ------------- | --------------------- |
| My Head Hurts (머리 아파)                                                       | 2009 | —             | —             | Ambitious             |
| Don't Go Back                                                                   | 2010 | 173           | —             | Ambitious             |
| Just Dance                                                                      | 2010 | 99            | —             | Time To Fly High      |
| Talk Talk Talk                                                                  | 2011 | 31            | —             | Neo Spirit            |
| Miss You Again (또 보고 싶어) (feat. Sangchu)                                   | 2011 | 36            | —             | Neo Spirit            |
| What Do You Know (니가 뭘 알아) (feat. Verbal Jint)                             | 2011 | 34            | 36            | Neo Spirit            |
| The Reason I Became A Witch (마녀가 된 이유)                                    | 2012 | 36            | 46            | Neo Spirit            |
| I Got You                                                                       | 2012 | 43            | 49            | Skinship              |
| If You Love Me (feat. Jay Park)                                                 | 2012 | 16            | 18            | The Way 2..           |
| Yasisi                                                                          | 2014 | 17            | 20            | The Way 2..           |
| Fluttered Feelings (설렘주의) (with Giriboy)                                    | 2014 | 6             | —             | My Romance (sencillo) |
| A Snowy Day (눈이 오는 날엔) (feat. DinDin)                                     | 2014 | 70            | —             |                       |
| Wifey (feat. MC Mong)                                                           | 2015 | 60            | —             | Sincerely             |
| Honey Summer                                                                    | 2015 | 26            | —             |                       |
| If You Love Me (feat. Joohoney)                                                 | 2021 | 64            | —             |                       |
| "—" indica lanzamientos que no se registraron o no se publicaron en esa región. |      |               |               |                       |

#### Como artista invitada
| Título                                                                                   | Año  | Clasificación | Álbum  |
| Título                                                                                   | Año  | COR           | Álbum  |
| ---------------------------------------------------------------------------------------- | ---- | ------------- | ------ |
| Blast (Scarnite featuring NS Yoon-G)                                                     | 2014 | —             |        |
| Insomnia (Humming Urban Stereo featuring NS Yoon-G)                                      | 2014 | —             | Reform |
| "—" indica lanzamientos que no figuraron en las listas o no se publicaron en esa región. |      |               |        |

## Videografía

### Vídeos musicales propios
| Año  | Título de la canción        | Director      | Ref.   |
| ---- | --------------------------- | ------------- | ------ |
| 2009 | My Head Hurts               |               |        |
| 2010 | Don't Go Back               |               |        |
| 2010 | Just Dance                  |               |        |
| 2011 | Talk Talk Talk              |               |        |
| 2011 | Miss You Again              |               |        |
| 2012 | The Reason I Became A Witch | Mun Seung Jae | [ 27 ] |
| 2012 | I Got You                   | Mun Seung Jae | [ 27 ] |
| 2012 | If You Love Me              | Mun Seung Jae | [ 27 ] |
| 2014 | Yasisi                      |               |        |
| 2015 | Wifey                       |               |        |
| 2015 | Honey Summer                |               |        |

### Apariciones en vídeos musicales
| Año  | Título de la canción | Artista               |
| ---- | -------------------- | --------------------- |
| 2010 | Calling You          | Norazo                |
| 2011 | You Look Good        | Verbal Jint           |
| 2013 | Tears                | Leessang ft. Eugene   |
| 2013 | Cheap Ring           | Youume                |
| 2013 | Would You?           | Swings ft. Seo In-guk |
| 2015 | Vanilla Shake        | NC.A                  |

## Filmografía

### Cine
| Año  | Título                         | Papel  | Notas                       | Ref.          |
| ---- | ------------------------------ | ------ | --------------------------- | ------------- |
| 2020 | Welcome Guest House            | Ji-ho  |                             | [ 28 ]        |
| 2024 | Lift: un robo de primera clase | Mi-sun | Acreditada como Kim Yun-jee | [ 29 ] [ 30 ] |

### Series de televisión
| Año  | Título               | Papel       | Canal   | Notas       | Ref.          |
| ---- | -------------------- | ----------- | ------- | ----------- | ------------- |
| 2018 | La última emperatriz | Hyun-joo    | SBS     |             | [ 31 ]        |
| 2021 | Dramaworld           | Detective   |         | Temporada 2 | [ 32 ]        |
| 2021 | Mine                 | Jasmin      | tvN     |             | [ 33 ]        |
| 2024 | Cisne rojo           | Seo Ji-yeon | Disney+ | Serie web   | [ 34 ] [ 35 ] |

### Programas de televisión
| Año  | Título                                 | Función             | Notas                 | Ref.   |
| ---- | -------------------------------------- | ------------------- | --------------------- | ------ |
| 2011 | 2011 Idol Star Athletics Championships | Equipo L            |                       | [ 36 ] |
| 2012 | K-pop Tasty Road                       | Presentadora        | Con Eli Kim de U-KISS | [ 37 ] |
| 2014 | Crime Scene                            | Miembro del reparto | Temporada 1           | [ 38 ] |